# Amblyeleotris delicatulus
Amblyeleotris delicatulus är en fiskart som beskrevs av Smith, 1958. Amblyeleotris delicatulus ingår i släktet Amblyeleotris och familjen smörbultsfiskar. Inga underarter finns listade i Catalogue of Life.